# Arrondissement Lavaur
Lavaur is een voormalig arrondissement in het departement Tarn in de Franse regio Occitanie. Het arrondissement werd op 17 februari 1800 gevormd en op 10 september 1926 opgeheven. De vijf kantons werden bij de opheffing toegevoegd aan het arrondissement Castres.

## Kantons
Het arrondissement was samengesteld uit de volgende kantons:
- kanton Cuq-Toulza
- kanton Graulhet
- kanton Lavaur
- kanton Puylaurens
- kanton Saint-Paul-Cap-de-Joux